# Luther Leonidas Terry
Luther Leonidas Terry (1911-1985) était "Surgeon General" des États-Unis du 2 mars 1961 au 1er octobre 1965. Il a été nommé par le président John F. Kennedy et est surtout connu pour les premiers avertissements officiels au sujet des dangers du tabagisme sur la santé.